# Xosé Bar Boo
Xosé Bar Boo (Vigo, 25 septembre 1922 - Saint-Jacques-de-Compostelle, 21 février 1994) est un architecte espagnol qui a développé l'essentiel de son activité en Galice, en Espagne,.

## Biographie
Architecte de l'École technique supérieure d'architecture de Madrid en 1957, il a obtenu son doctorat dans cette même école en 1960. Bien que son travail principal soit centré dans le sud de la province de Pontevedra  (notamment à Vigo où il est né mais aussi à O Porriño, Gondomar et Ponteareas), il a aussi exercé son activité professionnelle dans d'autres villes de Galice comme Pontevedra ou La Corogne, tant dans les travaux publics que, plus en particulier, dans les maisons, y compris les maisons individuelles. 
Certaines de ses œuvres, comme l'immeuble de la rue Marqués de Valladares de Vigo, figurent dans le Docomomo International, le catalogue des bâtiments les plus représentatifs de l'architecture contemporaine. 
De 1977 à 1979, il a été le doyen de l'Association galicienne des architectes, qu'il a également cofondée, ainsi que le vice-président du Conseil des associations espagnoles d'architectes et professeur à l'école d'architecture de La Corogne.

## Style et méthode
Son travail a été considéré comme fidèle au langage rationaliste classique et très perfectionniste. Ses réalisations se caractérisent par un langage rationaliste raffiné dans le formel et une conception claire au service des usagers.
Des maîtres internationaux tels que Le Corbusier, Ludwig Mies van der Rohe et, surtout, Frank Lloyd Wright ont influencé sa carrière. Il adapte l'architecture de son temps aux particularités de la Galice et, dans la lignée d'auteurs comme Alvar Aalto, il adapte la modernité à l'environnement et la fusionne avec la tradition (surtout le granit et le béton).
Sur les façades de certaines de ses réalisations, l'utilisation de fragments rectangulaires et allongés de granit rose et gris (comme dans les 5 immeubles pour militaires de Campolongo) à Pontevedra est typique. Ces fragments rectangulaires de granit qui vont de plancher béton en plancher béton et sont placés alternativement sur différents plans, en plus de soutenir l'expressivité de l'ensemble, révèlent le souci constant de Bar Boo d'incorporer la force expressive, le caractère catégorique et la présence du granit galicien dans l'architecture moderne.

## Réalisations notables
- Immeuble Pastibar à Vigo, (1957).
- Immeuble Place de Compostelle (1963) à Vigo.
- Maison Vázquez à Vigo (1963)[5].
- 5 Immeubles d'habitation dans le quartier Campolongo à Pontevedra (1965)[6],[7],[8],[3]
- Marché de Gondomar (1966).
- Policlínico Cies à Vigo (1967)[9].
- Église paroissiale de Notre Dame des Neiges à  Teis (1968).
- Immeuble sur l'île Toralla.
- Marché de O Porriño (1970).
- Immeuble Vicente Suárez dans la rue García Olloqui de Vigo (1972).
- Maison Ferro, sur le cours Matutino de Ponteareas (1977).
- Nouveau siège pour les Tribunaux de La Corogne (1991)[10].
- Maison Gerardo Martín, 65 rue Docteur Corbal à  Teis, cataloguée comme Bien d'Intérêt Culturel[11].

## Prix
- Prix de la Critique de la Galice (1981).
- La municipalité de Vigo lui a dédié la Rúa Architecte Xosé Bar Boo.

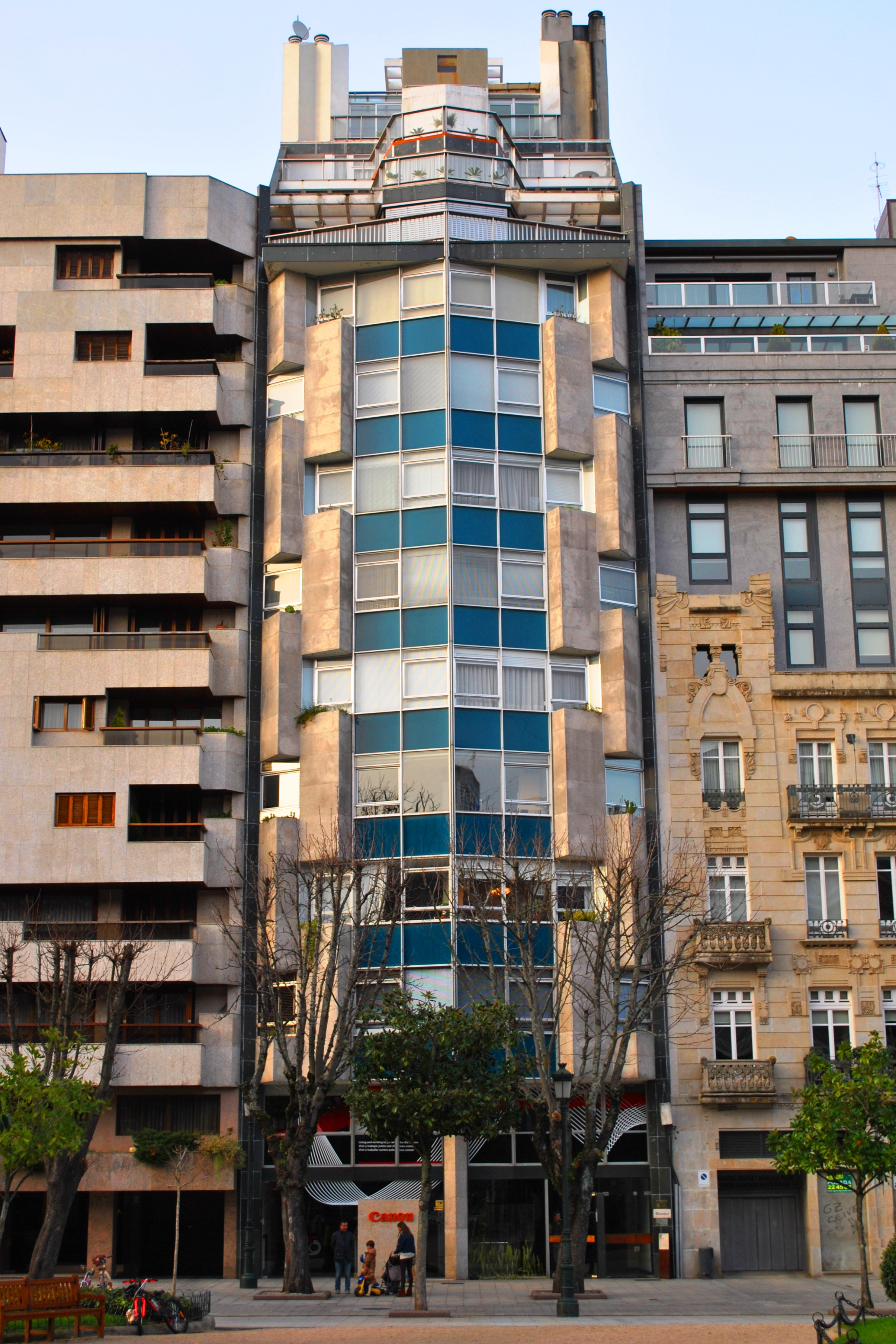
Immeuble place de Compostelle.
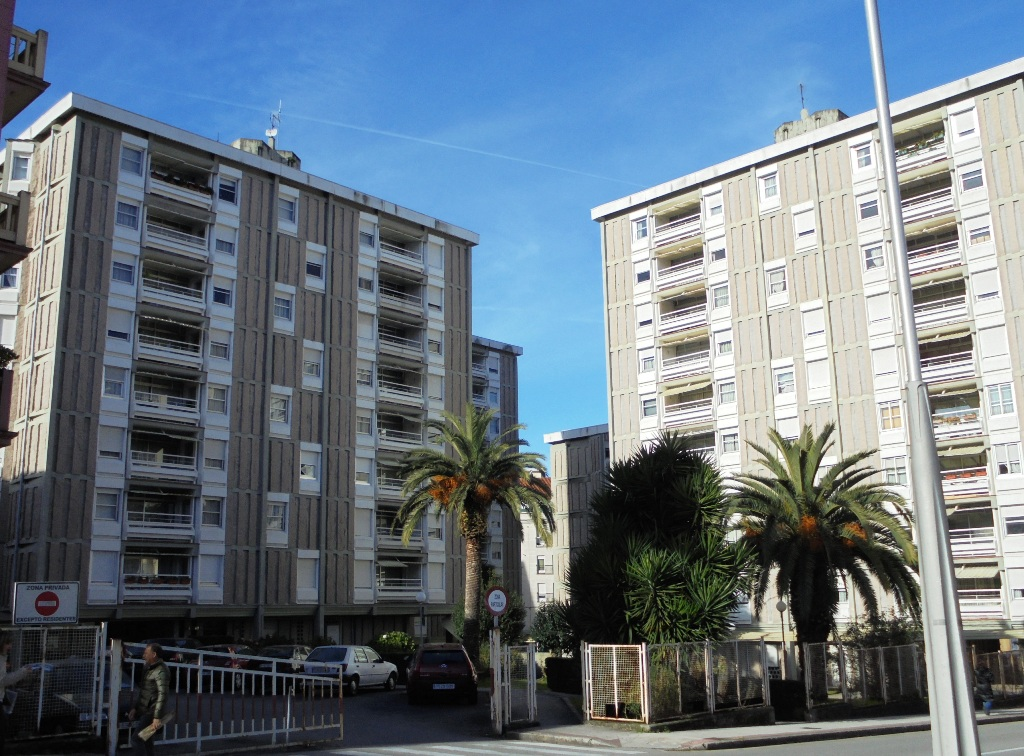
Immeubles d'habitation à Campolongo,  Pontevedra.
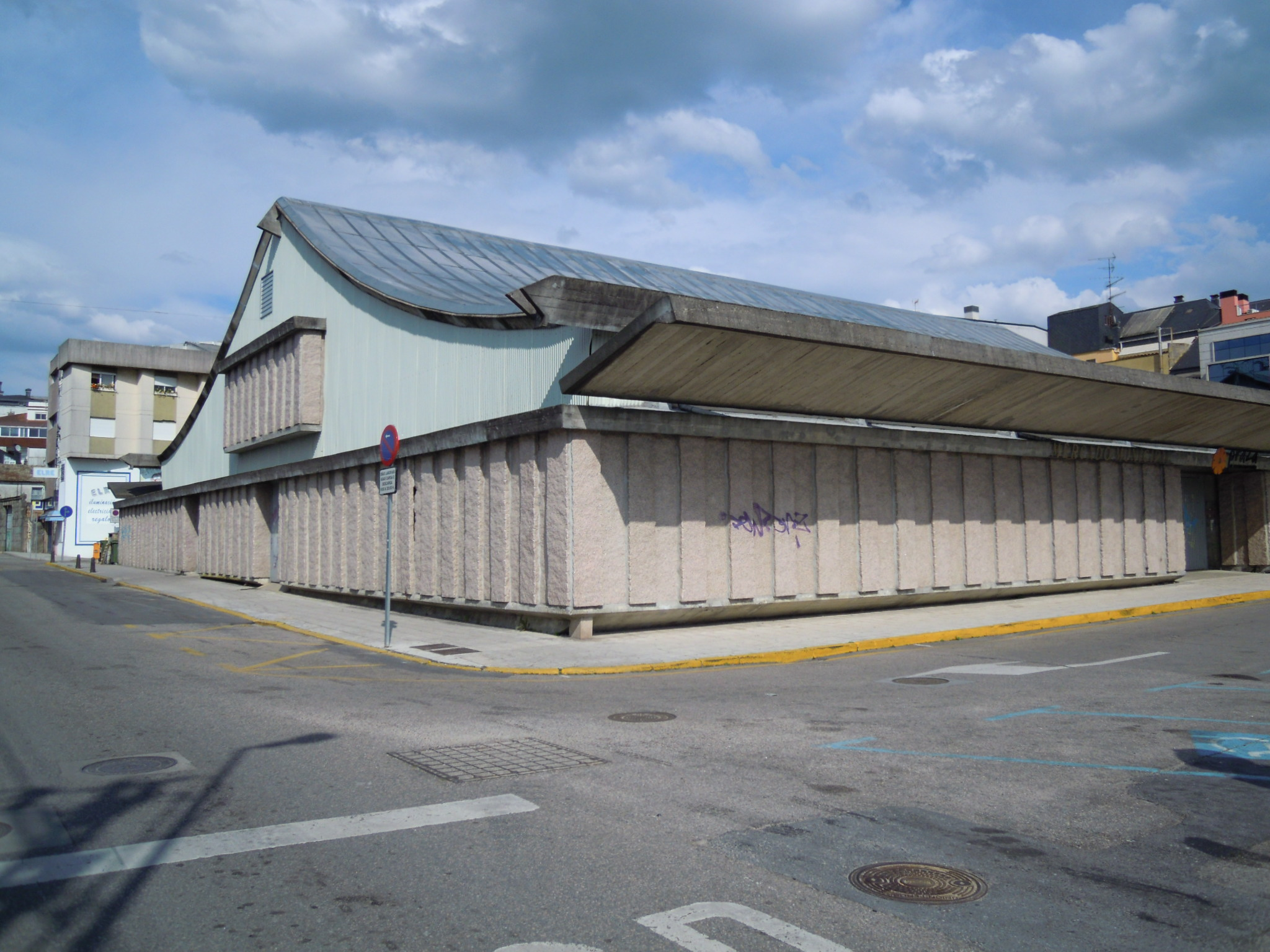
Marché à O Porriño.
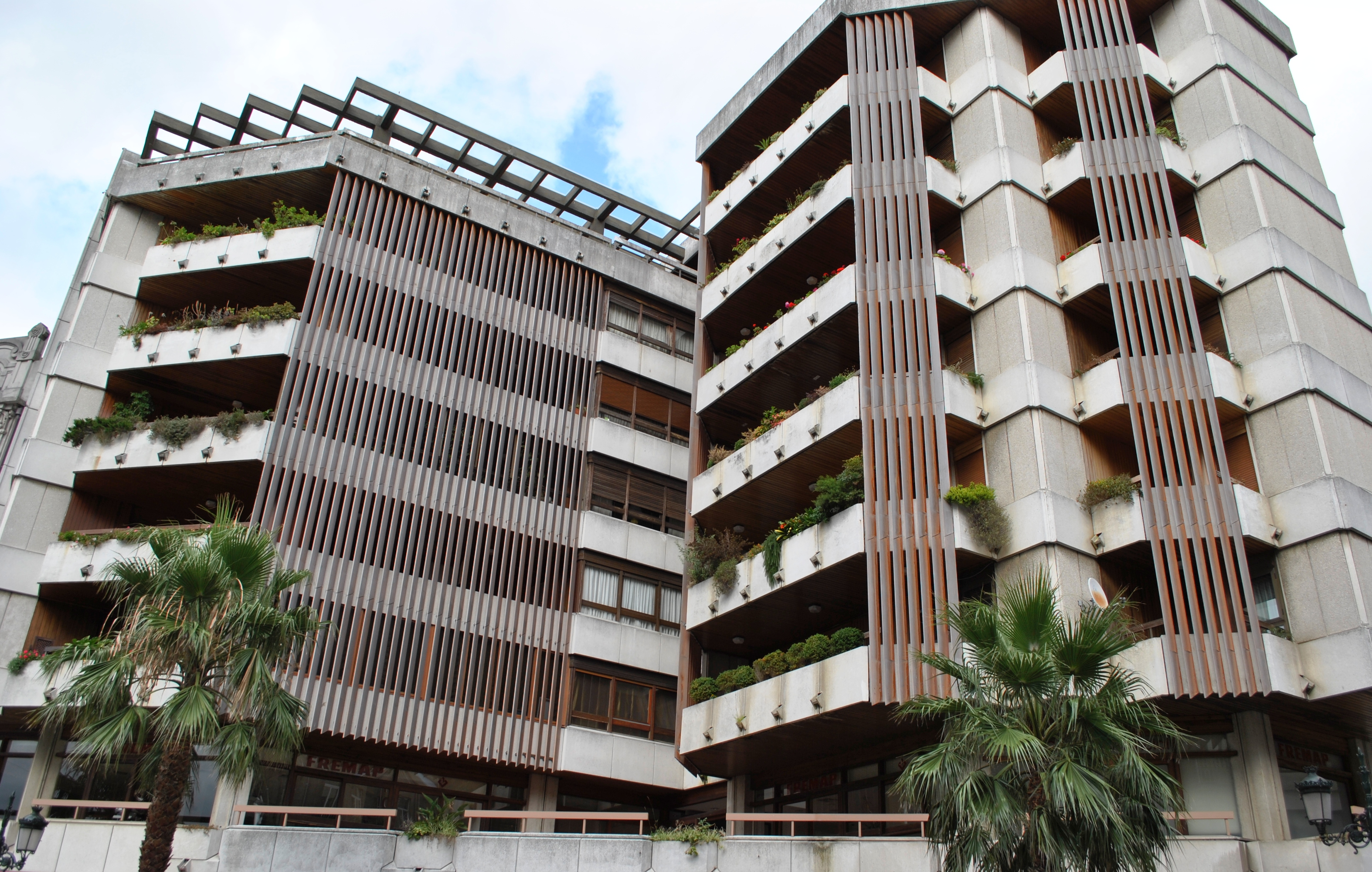
Immeuble Vicente Suárez.
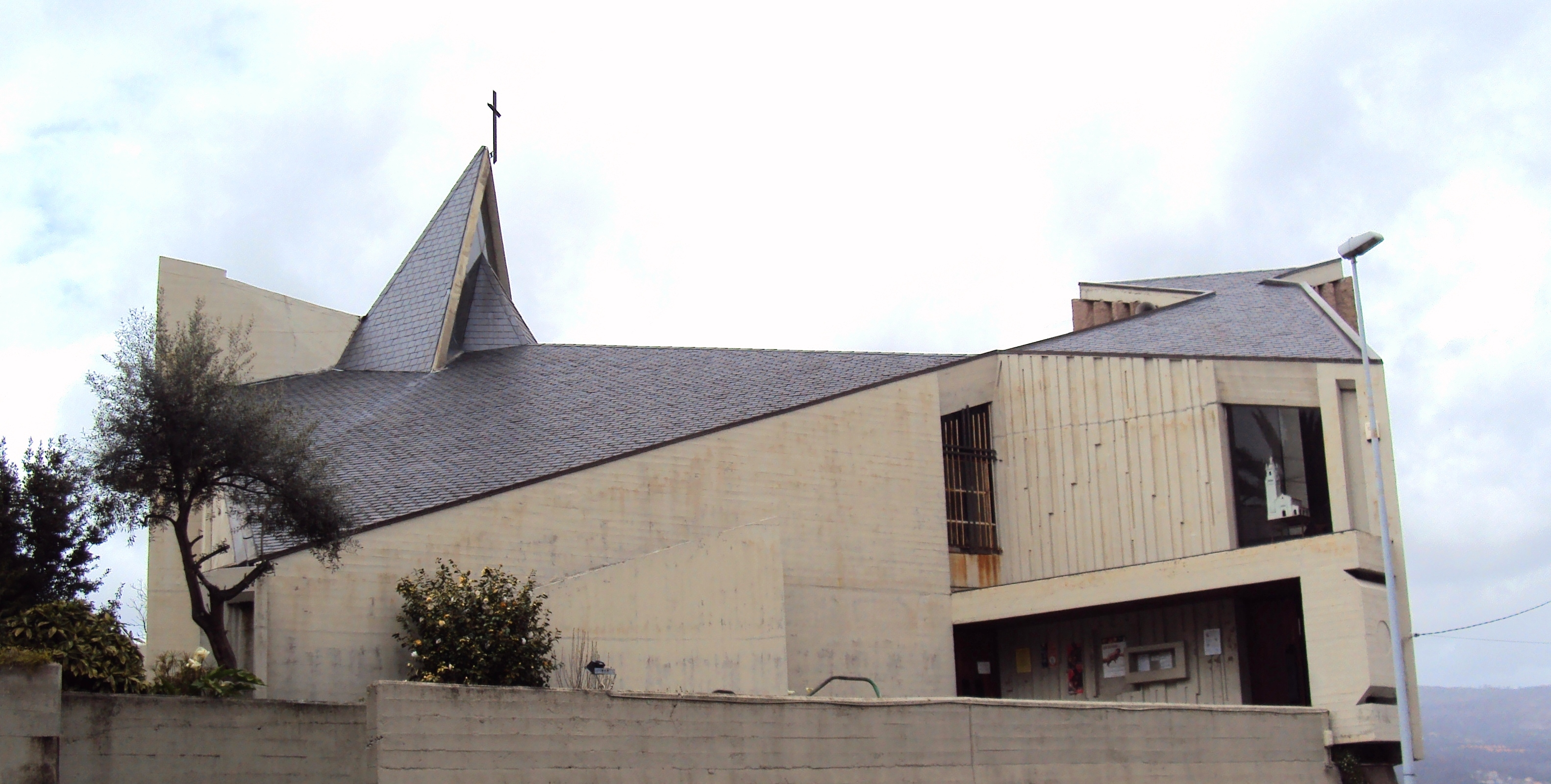
Église paroissiale Notre-Dame des Neiges.

## Voir également

### Autres articles
- Campolongo (Pontevedra)
- Pontevedra
- Vigo (Espagne)